# موت فريدي: الكابوس الأخير
موت فريدي: الكابوس الأخير (بالإنجليزية: Freddy's Dead: The Final Nightmare)‏ هو فيلم تقطيع أمريكي من إخراج راشيل تالالاي وبطولة روبرت إنجلوند، ليزا زين ويافث كوتو، صدر الفيلم في 13 سبتمبر 1991.

## روابط خارجية
- موت فريدي: الكابوس الأخير على موقع IMDb (الإنجليزية)
- موت فريدي: الكابوس الأخير على موقع ميتاكريتيك (الإنجليزية)
- موت فريدي: الكابوس الأخير على موقع روتن توميتوز (الإنجليزية)
- موت فريدي: الكابوس الأخير على موقع نتفليكس (الإنجليزية)
- موت فريدي: الكابوس الأخير على موقع قاعدة بيانات الأفلام العربية
- موت فريدي: الكابوس الأخير على موقع ألو سيني (الفرنسية)
- موت فريدي: الكابوس الأخير على موقع Turner Classic Movies (الإنجليزية)
- موت فريدي: الكابوس الأخير على موقع أول موفي (الإنجليزية)
- موت فريدي: الكابوس الأخير على موقع بوكس أوفيس موجو (الإنجليزية)
- موت فريدي: الكابوس الأخير على موقع فيلمافينيتي (الإسبانية)